# Como si fuera la primera vez (álbum de Miguel Ríos)
Como si fuera la primera vez es el decimonoveno álbum de Miguel Ríos, editado por Virgin Records en 1996.
El álbum marcó el regreso discográfico de Miguel Ríos tras un paréntesis de 5 años desde su anterior trabajo, "Directo al corazón".
Este disco, producido por el músico chileno Carlos Narea, fue el primero y único que Ríos lanzó por Virgin Records, tras su desvinculación de Polydor: a partir de aquí crearía su propio sello, a través del cual publicaría sus siguientes trabajos.
La canción "No voy en tren" es un cover del músico argentino Charly García.

## Lista de canciones
1. Cerca del mar - 4:32
2. No voy en tren - 4:24
3. Qué quieres de mí (Que quer de mim) - 4:54
4. La balada de la vida feroz - 4:24
5. Lágrimas en la basura- 4:37
6. Ansiedad - 2:46
7. Tu voyeur - 4:54
8. Como si fuera la primera vez - 4:13
9. La tormenta (Stormy Weather) - 3:32
10. Nudos y lazos - 3:45
11. Como unos viejos calcetines - 4:10
12. Armas de bolero - 5:13
13. Estrellas de color - 4:32